# کریستین استورمر استیرا
کریستین استورمر استیرا (انگلیسی: Kristin Størmer Steira؛ زادهٔ ۳۰ آوریل ۱۹۸۱) اسکی‌باز صحرانوردی اهل نروژ بود.